# Hrabstwo Macon (Alabama)

Piramida wieku hrabstwa

Macon – hrabstwo w stanie Alabama w USA. Populacja liczy 21 452 mieszkańców (stan według spisu z 2010 roku). Stolicą hrabstwa jest Tuskegee.
Powierzchnia hrabstwa to 1588 km² (w tym 7 km² stanowią wody). Gęstość zaludnienia wynosi 13,5 osoby/km². 

## Miejscowości
- Tuskegee
- Franklin
- Shorter
- Notasulga